# Кабардино-Балкарский научный центр РАН
Кабарди́но-Балка́рский нау́чный центр РАН (КБНЦ РАН) является структурным звеном Российской академии наук, объединяет членов РАН, работающих в Кабардино-Балкарской Республике, и научных сотрудников подведомственных РАН организаций, расположенных в данном регионе.

## История
Кабардино-Балкарский научный центр Российской академии наук организован 29 июня 1993 года. В постановлении № 143 Президиума РАН указывается что создание КБНЦ РАН необходимо для организации и проведения совместно с соответствующими отделениями РАН фундаментальных и прикладных научных исследований по государственным, региональным и республиканским программам..

## Основные подразделения
При создании КБНЦ РАН в него были включены:
- Кабардино-Балкарский научно-исследовательский институт истории, филологии и экономики;
- Научно-исследовательский институт прикладной математики и автоматизации;
- Международный центр астрономических и медико-экологических исследований;
- Баксанская нейтринная обсерватория Института ядерных исследований РАН;
- Научно-исследовательская лаборатория системного анализа регионального развития Института системного анализа РАН;
- Северо-Кавказская научная географическая станция Института географии РАН;
- Кабардино-Балкарская экологическая станция Института эволюционной морфологии и экологии животных им. А. Н. Северцова РАН.

Основные структурные подразделения КБНЦ РАН на сегодняшний день:
- Институт гуманитарных исследований КБНЦ РАН
- Институт информатики и проблем регионального управления КБНЦ РАН
- Институт прикладной математики и автоматизации КБНЦ РАН
- Институт сельского хозяйства КБНЦ РАН
- Центр социально-политических исследований КБНЦ РАН
- Центр коллективного пользования КБНЦ РАН
- Центр географических исследований КБНЦ РАН
- Инжиниринговый центр КБНЦ РАН
- Сельскохозяйственная опытная станция КБНЦ РАН
- Редакционно-издательский отдел КБНЦ РАН
- Научно-инновационный центр «Естественно-научные методы в археологии, антропологии и археографии» КБНЦ РАН
- Лаборатория нейрокогнитивных автономных интеллектуальных систем КБНЦ РАН
- Лаборатория молекулярной селекции и биотехнологии КБНЦ РАН

## Описание
На 2016 год в КБНЦ РАН работали 316 учёных, в том числе 1 академик РАН, 1 член-корреспондент РАН, 63 доктора наук и 114 кандидатов. Выпускается издание «Известия КБНЦ РАН».

## Председатели
- С 1993 — Иванов, Петр Мацевич

## Сотрудники
Сотрудники Центра:
- Иванов, Петр Мацевич, д.т. н., профессор — председатель;
- Улаков, Махти Зейтунович, д.ф.н., профессор — заместитель председателя;
- Марченко, Павел Евгеньевич, д.т. н. — главный ученый секретарь Президиума;
- Дзамихов, Касболат Фицевич, д.и.н. профессор — и. о. директора Института гуманитарных исследований КБНЦ РАН
- Кузьминов, Валерий Васильевич, д.ф.-м.н. — заведующий Баксанской нейтринной обсерваторией Института ядерных исследований РАН